# Dorkowa Skała
Dorkowa Skała je pískovcový až slepencový skalní výchoz, který je přímo pod nejvyšším vrcholem hory Szarcula (803 m n. m.) v masivu Barania Góra ve Slezských Beskydech. Nachází se v oblasti města Visla v okrese Těšín ve Slezském vojvodství.

## Popis a význam skály
Skalní výchoz má podobu erodované a široké skalní stěny místy převislé. Charakteristická je rezavá barva na zvětralých površích tzv. istebnických pískovců. Dorkowa Skała byla v roce 1958 prohlášena přírodní památkou.

## Legenda
Pravděpodobně je název odvozen od ženského jména Dorota (Dora, Dorka). Legenda mluví o dceři místního bači, která zde zemřela, když bojovala se slovenskými pastevci o pastviny.

## Galerie

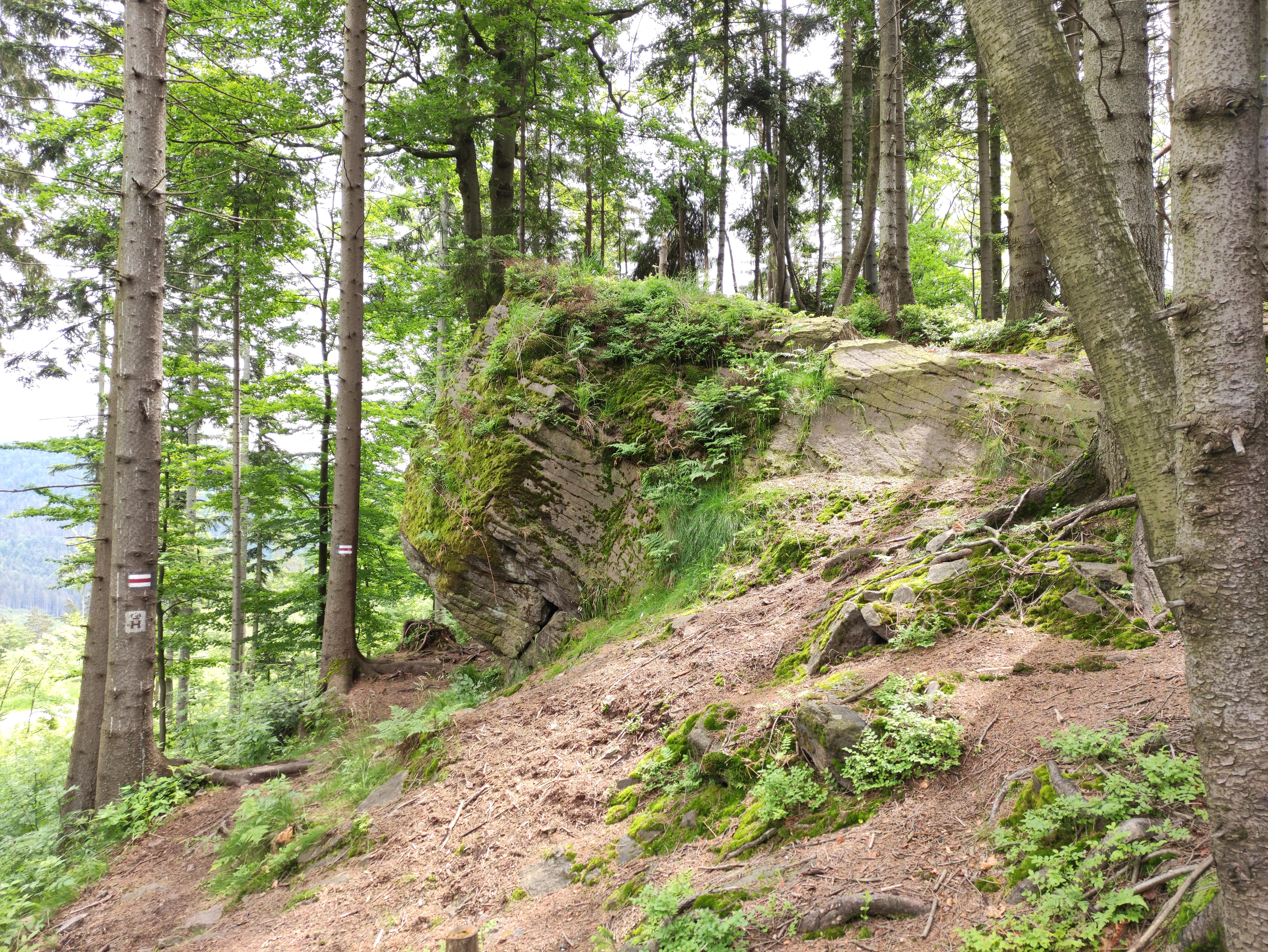
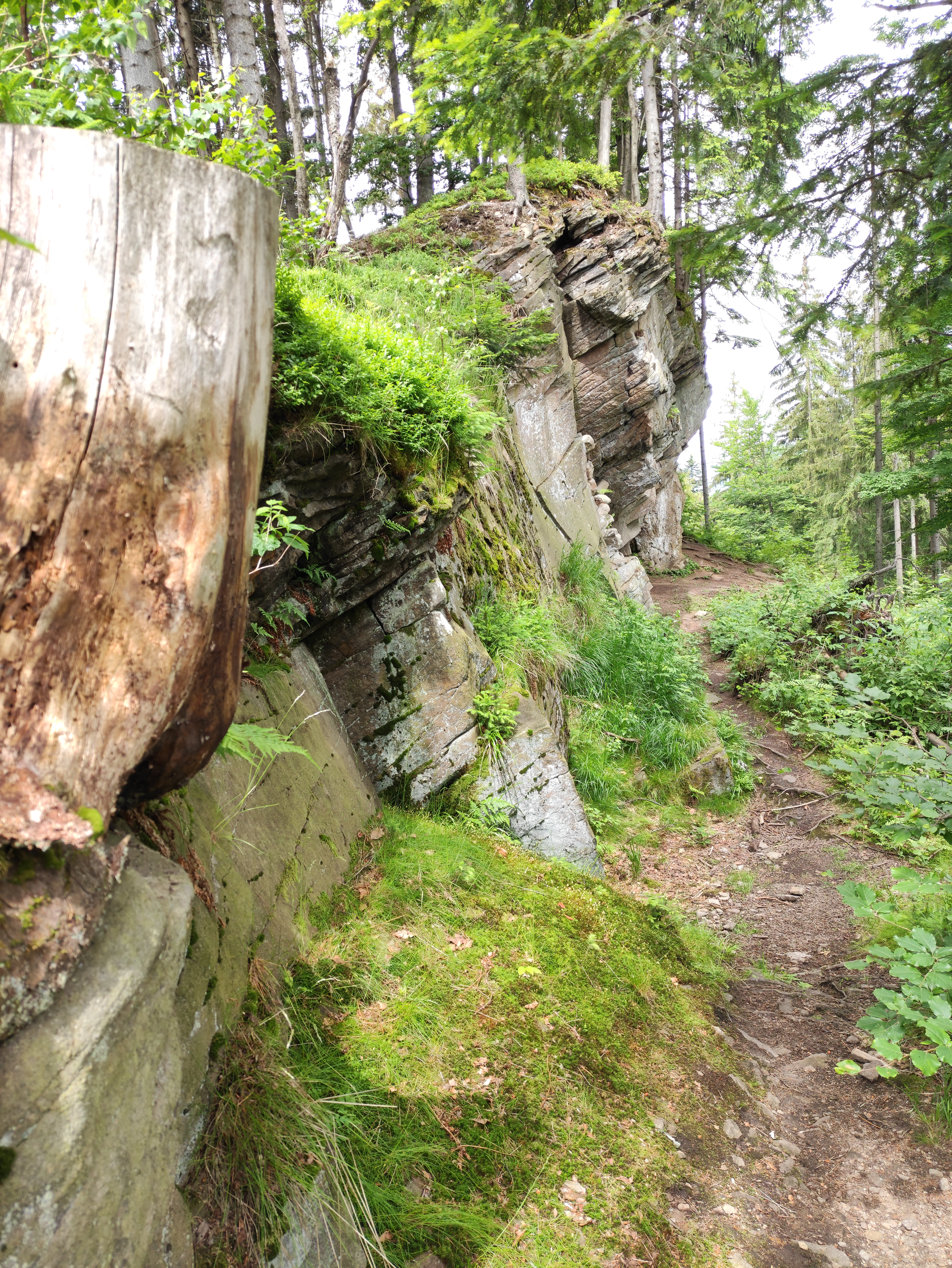
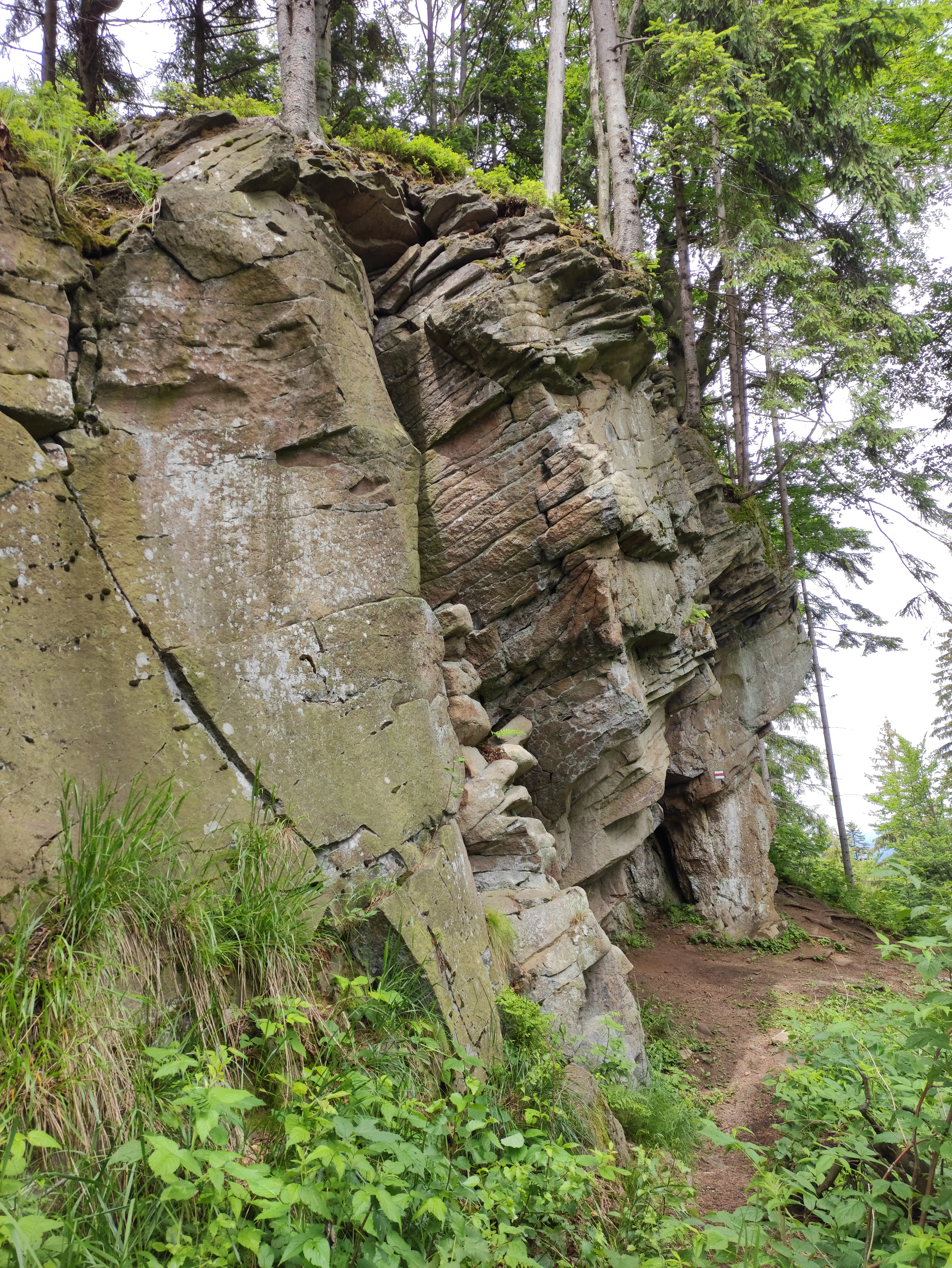
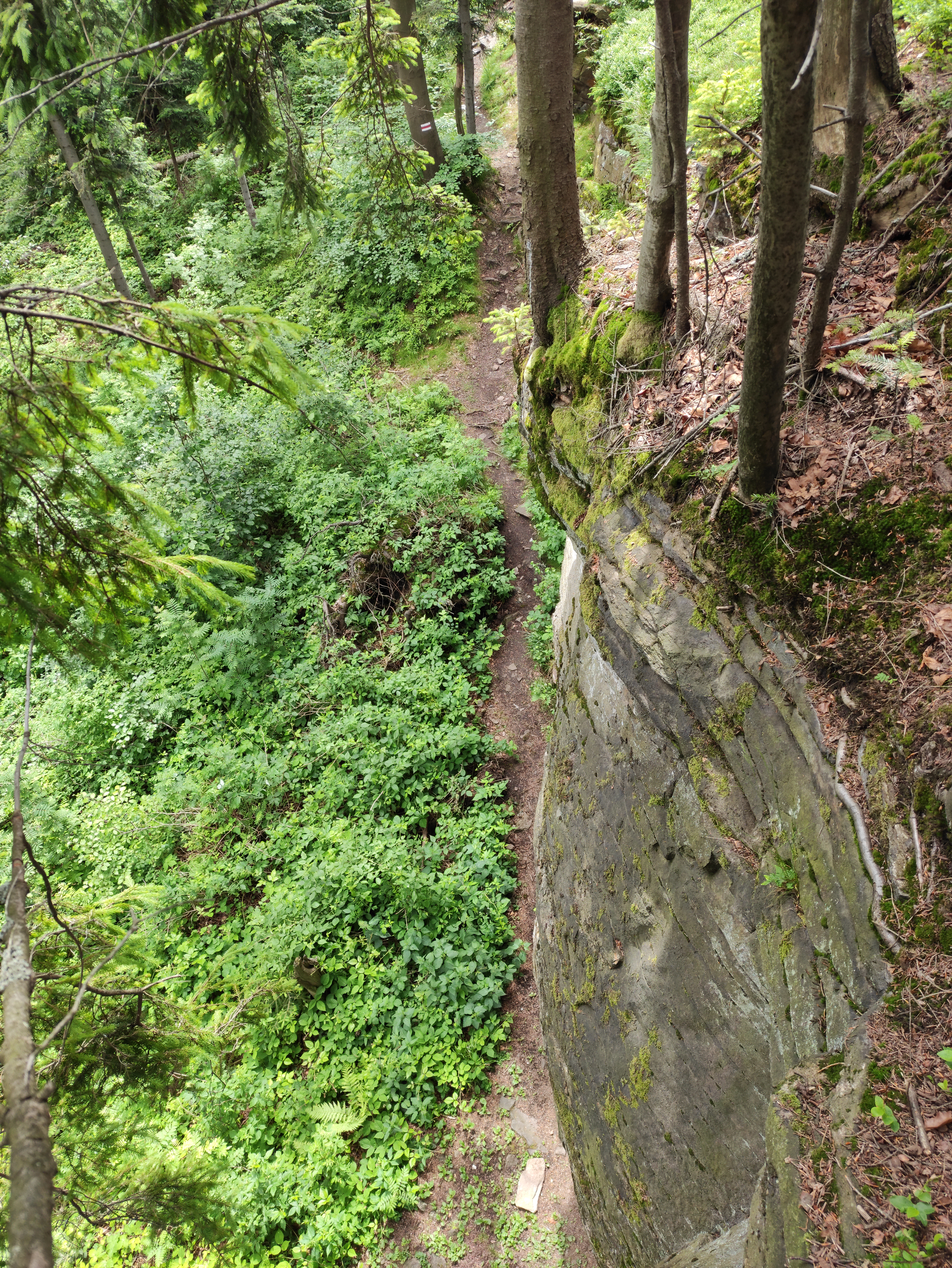
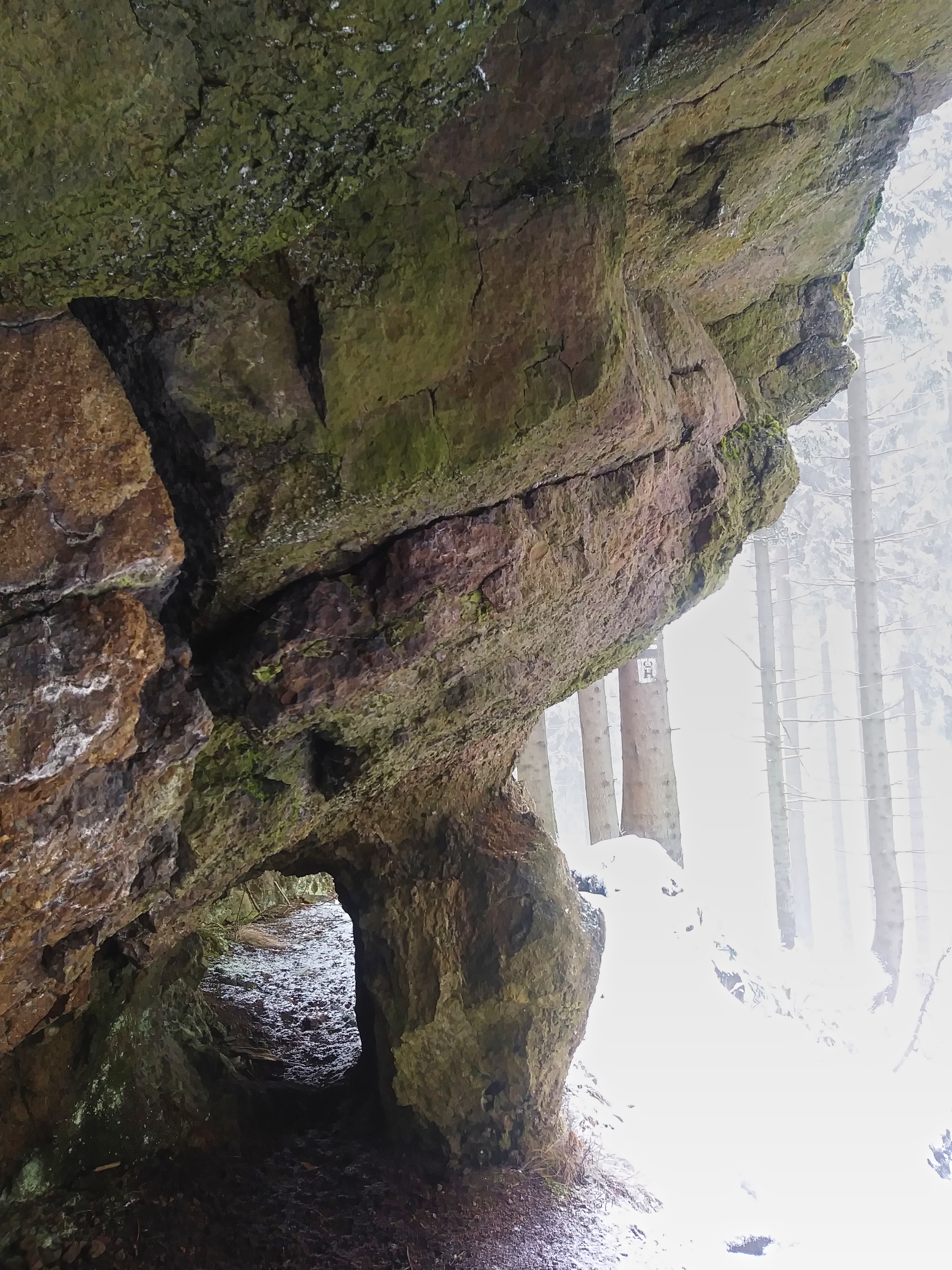
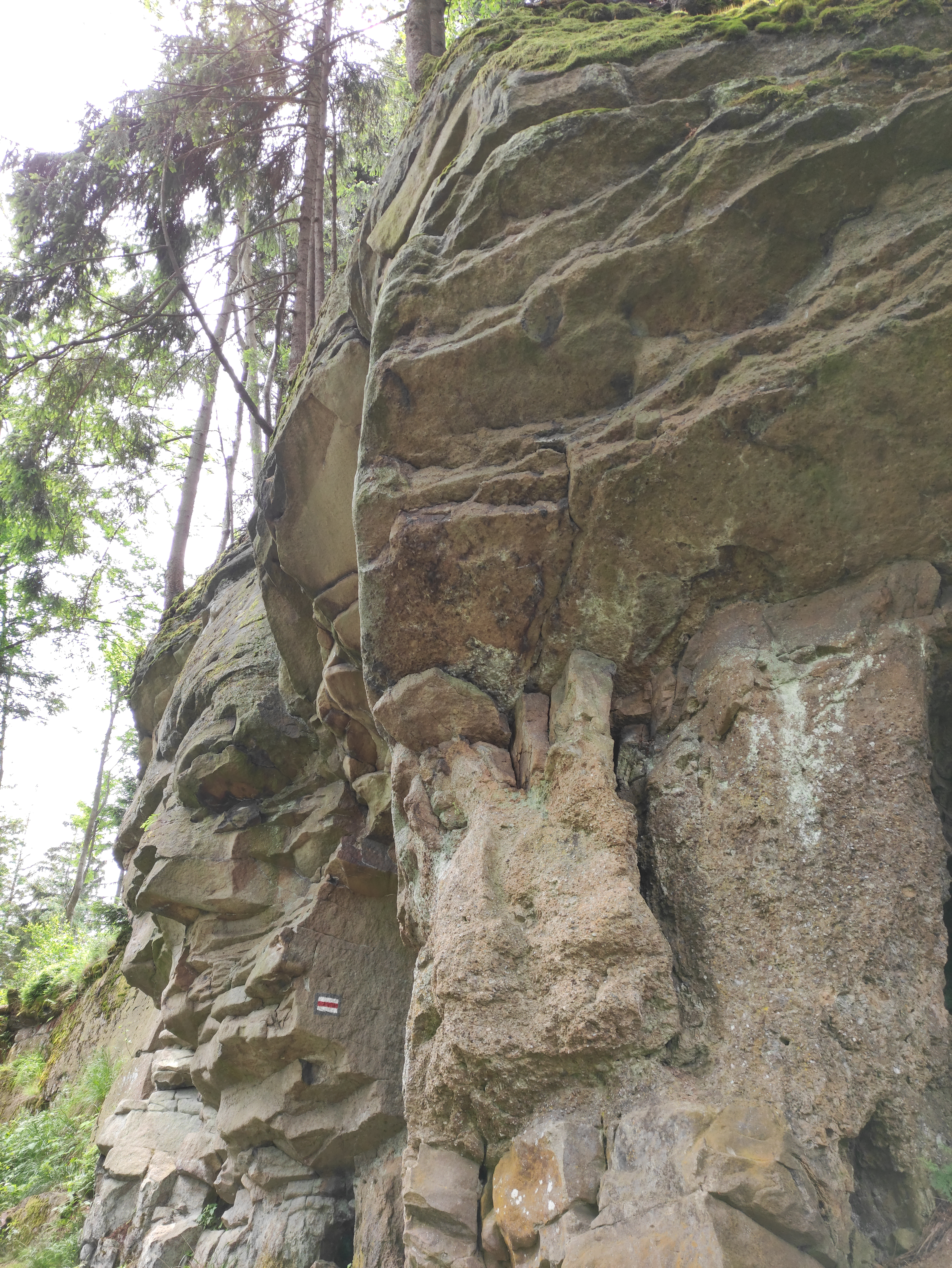
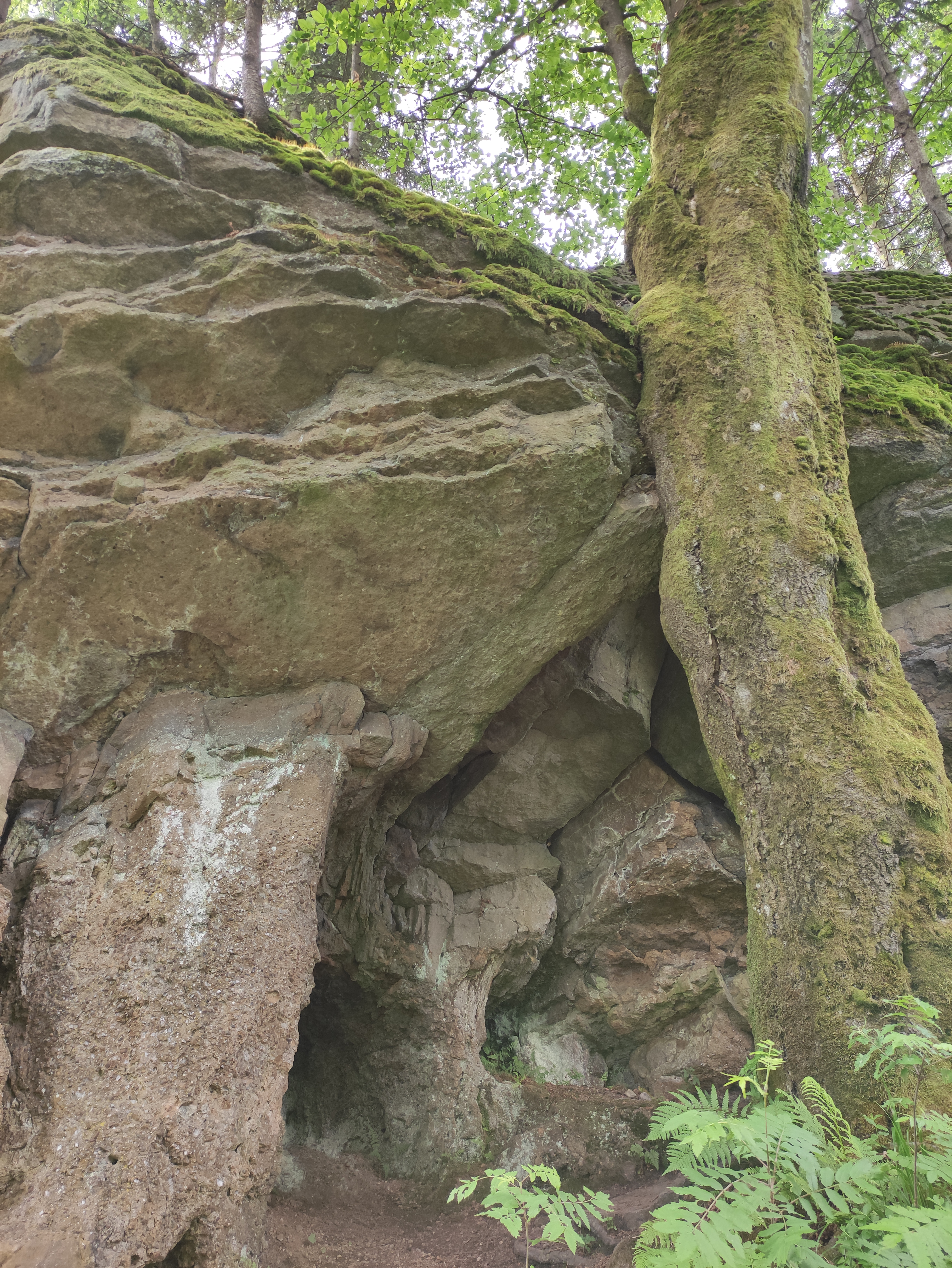
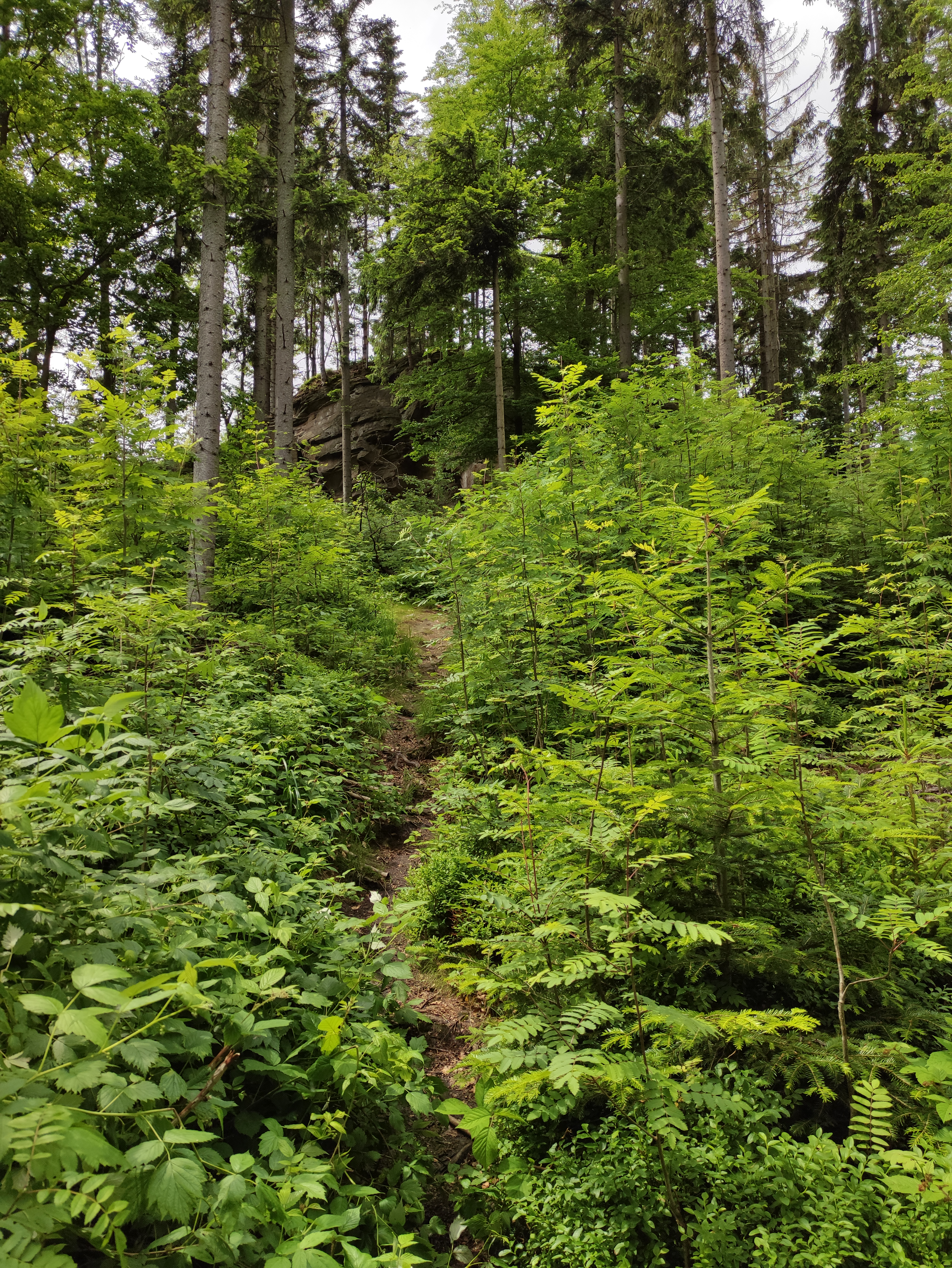

## Další informace
Místo je celoročně volně přístupné. Skála je nejlépe přístupná z průsmyku Szarcula a vede k němu turistická trasa Główny Szlak Beskidzki.